# Eleccions al Parlament Europeu de 2004
Aquests són els resultats de les eleccions europees del 2004 per grups al Parlament Europeu.
| ← Eleccions europees, 2004 →                     |           |      |        |
| Partit                                           | Sigles    | %    | Escons |
| Partit Popular Europeu-Demòcrates Europeus       | PPE-DE    | 36.6 | 268    |
| Partit Socialista Europeu                        | PSE       | 27.3 | 200    |
| Alliança dels Liberals i Demòcrates Europeus     | ALDE      | 12.0 | 88     |
| Verds Europeus-Esquerra Europea Lliure           | Verds-EFA | 5.7  | 42     |
| Esquerra Unitària Europea/Esquerra Verda Nòrdica | EUL-NGL   | 5.6  | 41     |
| Independència i Democràcia                       | ID        | 5.1  | 37     |
| Unió per l'Europa de les Nacions                 | UEN       | 3.7  | 27     |

Gràfica dels resultats per partits polítics:
Aquesta és la taula comparativa d'aquestes eleccions amb els resultats de les de 1999.
| Partit                                           | Sigles    | %    | Escons |
| Partit Popular Europeu-Demòcrates Europeus       | PPE-DE    | -0.5 | +36    |
| Partit Socialista Europeu                        | PSE       | -1.5 | +20    |
| Alliança dels Liberals i Demòcrates Europeus     | ALDE      | +3.9 | +37    |
| Verds Europeus-Esquerra Europea Lliure           | Verds-EFA | -2.0 | -6     |
| Esquerra Unitària Europea/Esquerra Verda Nòrdica | EUL-NGL   | -1.1 | -1     |
| Independència i Democràcia                       | ID        | +2.5 | +21    |
| Unió per l'Europa de les Nacions                 | UEN       | -1.1 | -3     |

El PPE-DE va tornar a guanyar les eleccions europees, deixant als socialistes en segona posició (ambdós perdent suport popular, però guanyant escons.
ALDE i ID van guanyar en suport popular i en escons.
Les altres tres formacions polítiques van perdre suport popular i escons.

## A França
| Partit                           | Sigles | %    | Escons |
| Partit Socialista Europeu        | PSE    | 28.9 | 31     |
| Partit Popular Europeu           | PPE    | 16.6 | 17     |
| Partit Demòcrata Europeu         | PDE    | 12.0 | 11     |
| Front Nacional*                  | FN     | 9,8  | 7      |
| Partit Verd Europeu              | PVE    | 7.4  | 6      |
| Partit de l'Esquerra Europea     | PEE    | 6.7  | 3      |
| Independència i Democràcia       | ID     | 6.7  | 3      |
| Unió per l'Europa de les Nacions | UEN    | -    | -      |

*NOTA: El Front Nacional no forma part de cap grup parlamentari, és als No Inscrits.

## A Alemanya
| Partit                                           | Sigles    | %    | Escons |
| Partit Popular Europeu-Demòcrates Europeus       | PPE-DE    | 44.5 | 49     |
| Partit Socialista Europeu                        | PSE       | 21.5 | 23     |
| Verds Europeus-Esquerra Europea Lliure           | Verds-EFA | 11.9 | 13     |
| Alliança dels Liberals i Demòcrates Europeus     | ALDE      | 6.1  | 7      |
| Esquerra Unitària Europea/Esquerra Verda Nòrdica | EUL-NGL   | 6.1  | 7      |
| Independència i Democràcia                       | ID        | -    | -      |
| Unió per l'Europa de les Nacions                 | UEN       | -    | -      |

## A Espanya
| Partit                                           | Sigles    | %    | Escons |
| Partit Socialista Europeu                        | PSE       | 43.5 | 24     |
| Partit Popular Europeu-Demòcrates Europeus       | PPE-DE    | 41.2 | 24     |
| Alliança dels Liberals i Demòcrates Europeus     | ALDE      | 5.1  | 2      |
| Esquerra Unitària Europea/Esquerra Verda Nòrdica | EUL-NGL   | 4.1  | 1      |
| Verds Europeus-Esquerra Europea Lliure           | Verds-EFA | 2.5  | 3      |
| Independència i Democràcia                       | ID        | -    | -      |
| Unió per l'Europa de les Nacions                 | UEN       | -    | -      |

## A Itàlia
| Partit                                           | Sigles    | %    | Escons |
| Partit Socialista Europeu                        | PSE       | 31.1 | 14     |
| Partit Popular Europeu-Demòcrates Europeus       | PPE-DE    | 29.3 | 24     |
| Unió per l'Europa de les Nacions                 | UEN       | 11.5 | 9      |
| Esquerra Unitària Europea/Esquerra Verda Nòrdica | EUL-NGL   | 8.5  | 7      |
| Independència i Democràcia                       | ID        | 5.0  | 4      |
| Alliança dels Liberals i Demòcrates Europeus     | ALDE      | 4.4  | 12     |
| Verds Europeus-Esquerra Europea Lliure           | Verds-EFA | 2.5  | 2      |
| Nou Partit Socialista Italià*                    | NPSI      | 2.0  | 2      |
| Alternativa Sociale*                             | AS        | 1.2  | 2      |
| FT*                                              | FT        | 0.7  | 1      |

*NOTA: Aquests partits polítics no formen part de cap grup polític en el Parlament Europeu, sinó que formen part dels No Inscrits.

## Les eleccions als Països Catalans

### Diputats
- Partido Socialista Obrero Español: Maria Badia, Josep Borrell, Joan Calabuig, Martí Grau, Raimon Obiols, Teresa Riera i María Sornosa.
- Partido Popular: Luis Francisco Herrero-Tejedor i Aleix Vidal-Quadras.
- Convergència i Unió: Ignasi Guardans.
- Iniciativa per Catalunya: Raül Romeva.
- Esquerra Republicana de Catalunya: Bernat Joan.